# Mariä Geburt (Richen)

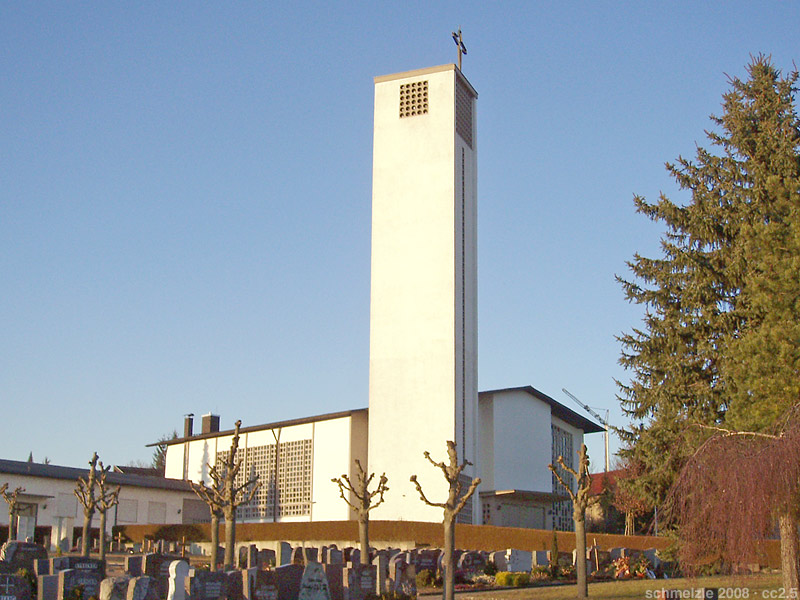
Richen, Mariä Geburt

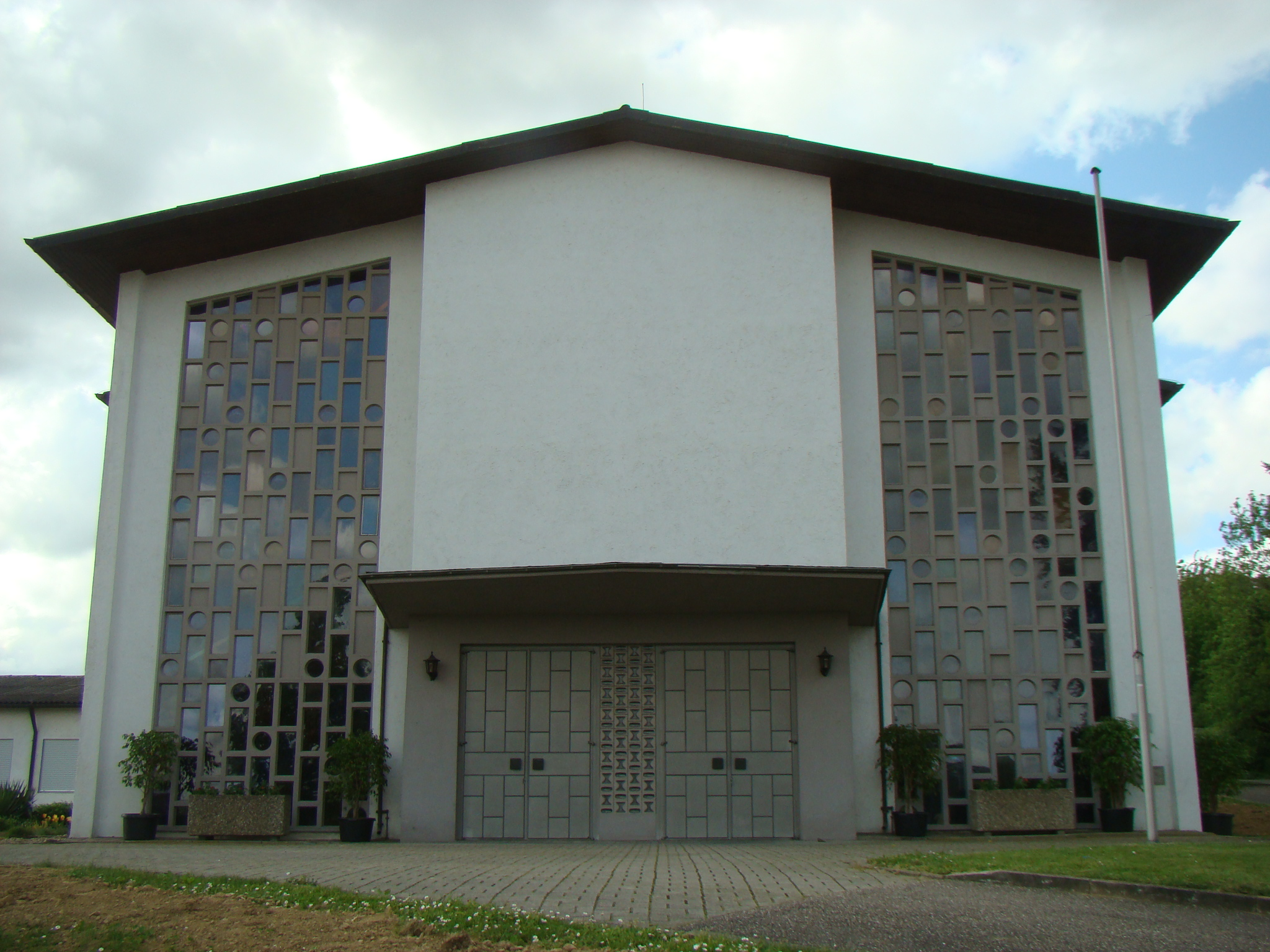
Giebelseite

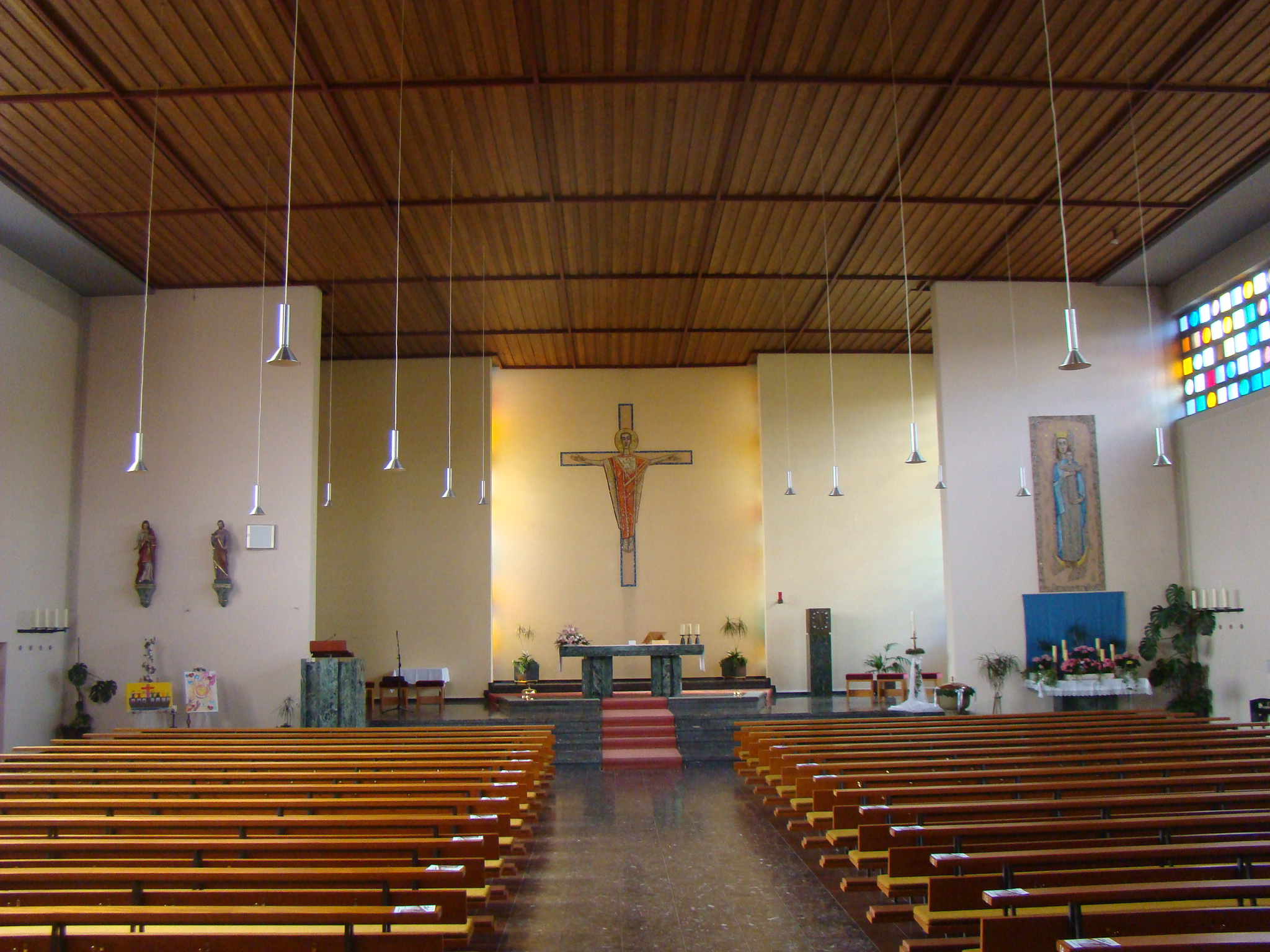
Blick zum Chor

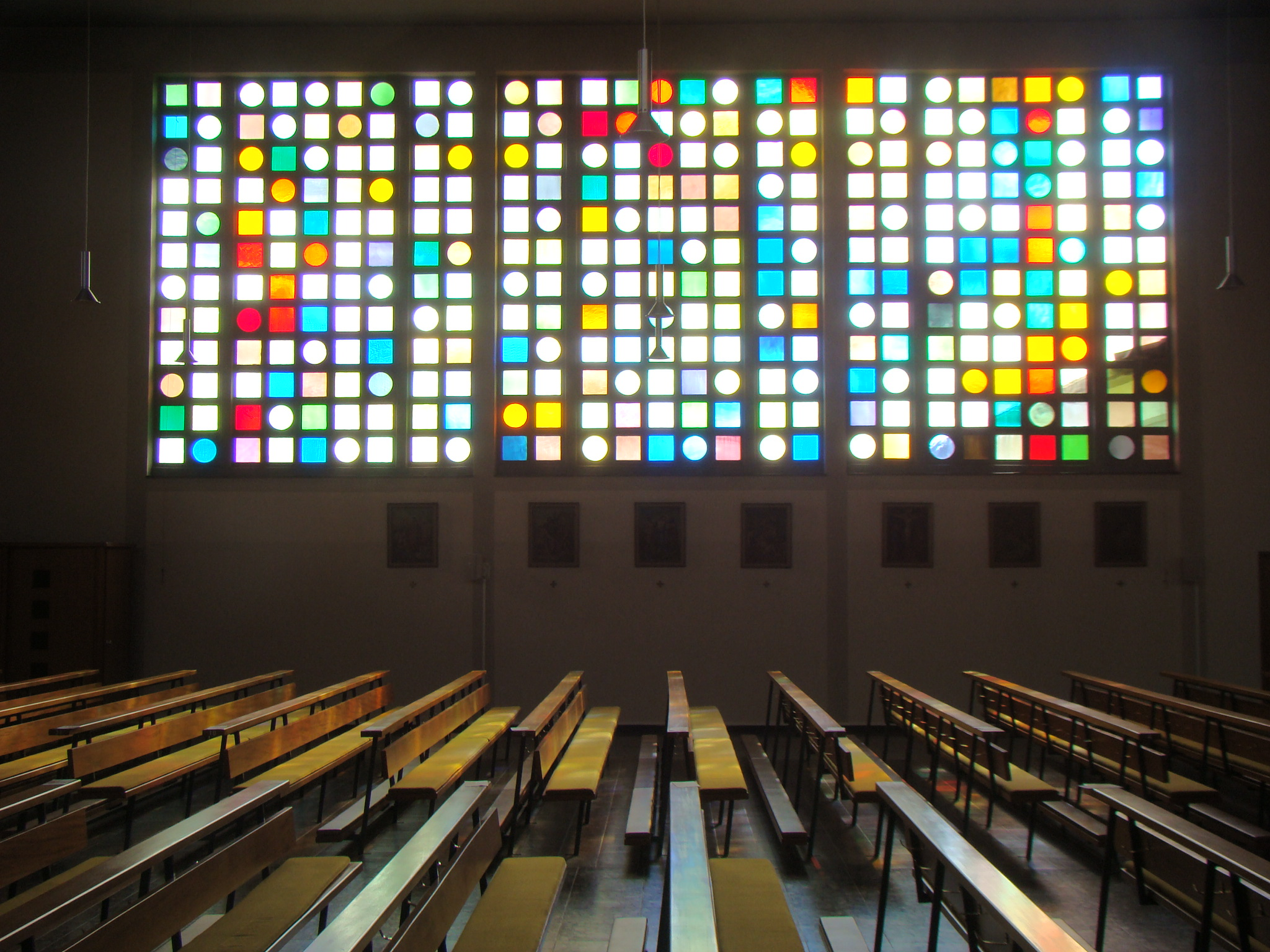
Seitenfenster

Die katholische Kirche Mariä Geburt in Richen, einem Stadtteil von Eppingen im Landkreis Heilbronn im nördlichen Baden-Württemberg, wurde 1963/64 nach Plänen von Carl Herb erbaut. Sie gehört zur Seelsorgeeinheit Eppingen im Dekanat Kraichgau der Erzdiözese Freiburg.

## Geschichte
Eine Pfarrei in Richen wurde zwar erst 1496 erstmals erwähnt, der Ort war jedoch bereits im hohen Mittelalter Mutterpfarrei für einige umliegende Orte. Das Patronatsrecht über die alte Marienkirche lag bei den Herren von Gemmingen, kam jedoch 1549 an die Kurpfalz, deren Reformationsgeschichte der Ort dann teilte. Nachdem ab 1685 der katholische Gottesdienst in der Kurpfalz wieder erlaubt war, ist ab 1699 wieder ein katholischer Pfarrer in Richen nachgewiesen. Bei der Kirchenteilung 1707 kam die Pfarrei des Ortes an die Katholiken, die 1732/33 die 1692 eingefallene alte Kirche des Ortes in der Ortsmitte wieder aufbauten. Durch den Zuzug von katholischen Heimatvertriebenen und Flüchtlingen nach dem Zweiten Weltkrieg wurde die alte Kirche zu klein, so dass man den heutigen, 1963/64 am Ortsrand nach Plänen von Carl Herb aus Nußloch errichteten Kirchenbau bezog und die alte Kirche daraufhin abriss.
Die Stiftung Pfälzer Katholische Kirchenschaffnei in Heidelberg fördert die bauliche Unterhaltung des Gebäudes.

## Beschreibung
Die Kirche ist ein schlichter Betonbau mit niedrigem Satteldach. Neben dem Kirchengebäude befindet sich der 28 Meter hohe nach Art eines Campanile frei stehende rechteckige und flach gedeckte Glockenturm. Quadratische Betonwaben mit farbigen Glasfüllungen bilden die Fenster des Kirchenraums: an der Eingangsfassade zu beiden Seiten des geschlossenen Mittelteils raumhoch, im Kirchenschiff an den Seitenwänden, links einen großen Teil der Außenwand einnehmend, rechts als Lichtband im oberen Bereich der Außenwand, im Altarraum zu beiden Seiten raumhohe Lichtöffnungen.
Am Glockenturm sind diese Betonwaben ebenso Gestaltungselement, auch bei den Schallöffnungen der Glockenstube.
An zwei Wänden im Kirchenraum befinden sich bunte Mosaiken, hinter dem Altar der gekreuzigte und gleichzeitig verklärte Christus sowie über dem Seitenaltar Maria mit dem Kind. Sie wurden von dem Bildhauer Franz Bernhard geschaffen.
Der einzige historische Ausstattungsteil ist ein barocker Taufstein aus der alten katholischen Kirche, über dem am 24. November 1906 der spätere Freiburger Erzbischof Hermann Schäufele getauft wurde.
Die Orgel der Orgelbaufirma Michael Weise aus Plattling wurde 1975 gebaut und verfügt über 22 Register.

## Glocken
Im Turm hängt ein vierstimmiges Glockengeläut aus Bronze, das 1966 von Friedrich Wilhelm Schilling in Heidelberg gegossen wurde. Eine fünfte historische Glocke, 1754 von Paulus Strobel in Speyer gegossen, wird im Turm gelagert, aber nicht geläutet.
| Glocke | Durchmesser | Gewicht | Schlagton |
| ------ | ----------- | ------- | --------- |
| 1      | 1107 mm     | 894 kg  | f′+3      |
| 2      | 1025 mm     | 723 kg  | g′+1      |
| 3      | 915 mm      | 531 kg  | b′+3      |
| 4      | 804 mm      | 394 kg  | d″+1      |
| 5      | 500 mm      |         |           |